# Teatro da Rua dos Condes
Teatro da Rua dos Condes var en teater i Lissabon i Portugal, verksam mellan 1738 och 1882.  Det var Portugals första teater. 

## Historik
Innan Teatro da Rua dos Condes grundades fanns ingen offentlig teater i Lissabon. Utländska teatersällskap engagerades ibland vid hovet, eller fick tillstånd att uppträda tillfälligt inför allmänheten under överinseende av Hospital Real de Todos os Santos. Under 1730-talet genomgick dock stadens över- och medelklass en kulturell förändring då franskt sällskapsliv blev populärt och där ingick ett offentligt teaterliv. Från 1733 uppträdde ett italienskt operasällskap regelbundet i staden i tillfälligt hyrda lokaler, och man såg därför ett behov av ett permanent opera- och teaterhus. 
Teatern fick sitt namn eftersom den uppfördes på mark tillhörande greven av Ericeira. Den grundades som en offentlig privatteater av en grupp affärsmän och rönte stor framgång. Den var länge den största och viktigaste teatern i Lissabon, och frekventerades av kungafamiljen. 
År 1755 invigdes Ópera do Tejo, men denna förstördes redan samma år i jordbävningen i Lissabon 1755. Även Teatro da Rua dos Condes förstördes i jordbävningen men återuppfördes 1765 och blev åter stadens främsta teater. Teatern var mycket framgångsrik eftersom den länge saknade rivaler, men det förekom ofta klagomål på att den var för liten, för obekväm och för dyr. Under 1770-talet var Anna Zamperini engagerad här, vilket ledde till att kvinnor förbjöds att uppträda på scen fram till 1795. 
Från 1782 fick teatern sin första allvarliga rival i Teatro do Salitre (1782-1880), och 1793 invigdes även Teatro Nacional de São Carlos, vilket ledde till att teatern sakta började ersättas som Lissabons huvudscen. Huset dömdes ut som brandfarligt och revs 1882. 